# Aiurahi Raihauti
Aiurahi Raihauti (22 de enero de 1994) es un deportista francopolinesio que compitió en judo. Ganó una medalla de bronce en el Campeonato de Oceanía de Judo de 2014 en la categoría de –90 kg.

## Palmarés internacional
| Campeonato de Oceanía | Campeonato de Oceanía    | Campeonato de Oceanía | Campeonato de Oceanía |
| Año                   | Lugar                    | Medalla               | Categoría             |
| --------------------- | ------------------------ | --------------------- | --------------------- |
| 2014                  | Auckland (Nueva Zelanda) | Medalla de bronce     | –90 kg                |